# Pseudidmoneidae
Pseudidmoneidae zijn een familie van mosdiertjes (Bryozoa) uit de orde van de Cyclostomatida.

## Geslachten
- Pseudidmonea Borg, 1944